# Administrativní dělení Středoafrické republiky

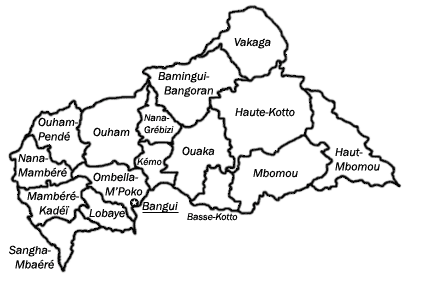
prefektury SAR

Administrativní dělení Středoafrické republiky se skládá ze čtrnácti prefektur, dvou ekonomických prefektur a jedné komuny.
Prefektury ( + hlavní město):
- Bamingui-Bangoran (Ndélé)
- Basse-Kotto (Mobaye)
- Haute-Kotto (Bria)
- Haut-Mbomou (Obo)
- Kemo (Sibut)
- Lobaye (Mbaiki)
- Mambere-Kadei (Berbérati)
- Mbomou (Bangassou)
- Nana-Mambere (Bouar)
- Ombella-Mpoko (Bimbo)
- Ouaka (Bambari)
- Ouham (Bossangoa)
- Ouham-Pende (Bozoum)
- Vakaga (Birao)

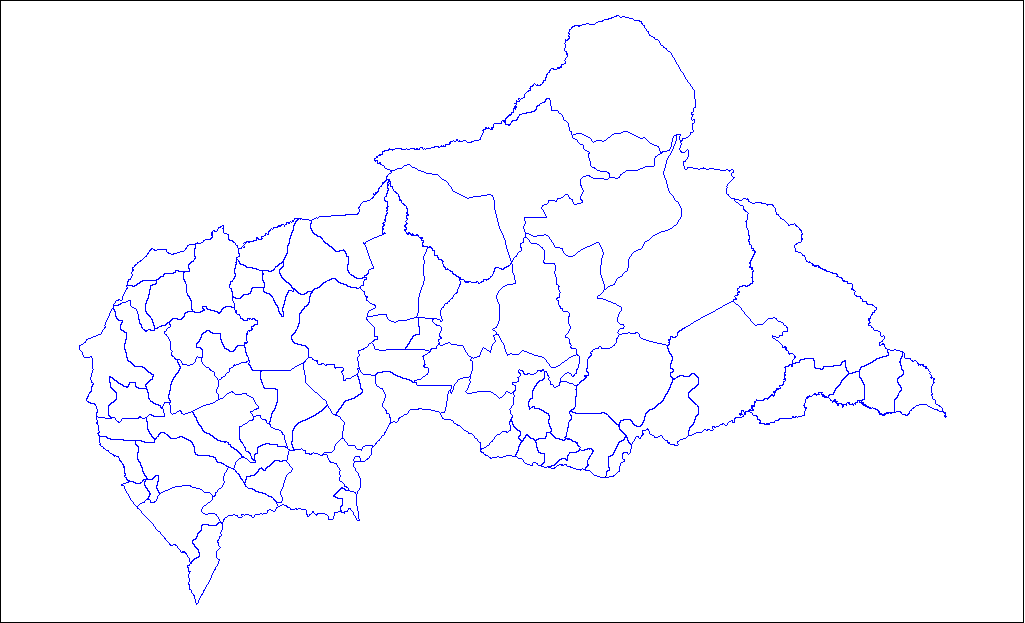
subprefektury SAR

Ekonomické prefektury ( + hlavní město):
- Nana-Grebizi (Kaga Bandoro)
- Sangha-Mbaere (Nola)

Komuna:
- Bangui

Hlavní město Bangui zahrnuje obce, které nespadají pod žádné prefektury.
Prefektury se dále dělí na 71 subprefektur.